# Gennaro Maria Abbate
Gennaro Maria Abbate   (Bitonto, 1 d'abril de 1874 - Squinzano, 11 de setembre de 1954) va ser un director i compositor italià.

## Biografia
Gennaro Maria Abbate va començar els seus estudis musicals amb el seu pare Biago. Després d'acabar els seus estudis al Conservatori San Pietro a Majella de Nàpols, a la classe del compositor Niccolò Van Westerhout, va treballar com a director d'orquestra. El 1895, va substituir el seu pare malalt per dirigir Lucia di Lammermoor al Teatro di Bisceglie. Ell és sensacional. A partir d'aquest moment, com a director d'orquestra, va obtenir molts èxits al seu país d'origen, però també als Països Baixos, a la Unió Soviètica, a Egipte i a Amèrica del Sud. Durant quaranta anys va ser un dels xefs més populars d'Itàlia.
Com a compositor, va crear una gran quantitat d'òperes, operetes, nombroses obres de música simfònica i de cambra.
El febrer de 1934, cridat pel seu germà Ernesto greument malalt, Gennaro va deixar Milà per dirigir temporalment la seva orquestra d'harmonia ("banda") a Squinzano. Però l'abril de 1924, Ernesto mor als seixanta anys. Gennaro s'enfronta a un terrible dilema: deixar quatre dècades d'una carrera exitosa als teatres del món, o deixar l'orquestra de música popular del seu germà. Contra tot pronòstic, decideix fer-se càrrec de l'orquestra d'Ernesto. Però el converteix en el millor del món en el gènere. La “Banda di Squinzano” (Banda musicale dei Fratelli Abbate actua a tot arreu. Encara avui és activa.

## Obres principals

### Òperes
- Matelda, drama líric en un acte i dos quadres
- La Vandea, òpera en 3 actes
- Sanzio, drama líric en 3 actes
- Capitano Martín, òpera en 3 actes

### Operetes
- La Stella del Canada (Nàpols, 1921)
- Cuor di Rubino
- Le Tre Grezie (1925)
- Elcantadora
- Riri

### Poemes simfònics
- Visione epica
- Cascata alpina
- Sinfonia italiana
- Fantasia rapsodica
- Via della gloria